# A Winter Romance
A Winter Romance – piąty studyjny album Deana Martina z 1959 roku wydany przez Capitol Records. Nie jest to album z piosenkami wyłącznie o tematyce bożonarodzeniowej, ale zawiera kilka utworów związanych ze Świętami Bożego Narodzenia.

## Utwory
|     | Tytuł                                  | Długość |
| 1.  | A Winter Romance                       | 2:57    |
| 2.  | Let It Snow! Let It Snow! Let It Snow! | 1:55    |
| 3.  | The Things We Did Last Summer          | 3:37    |
| 4.  | I've Got My Love To Keep Me Warm       | 2:43    |
| 5.  | June In January                        | 2:46    |
| 6.  | Canadian Sunset                        | 3:18    |
| 7.  | Winter Wonderland                      | 1:51    |
| 8.  | Out In The Cold Again                  | 3:34    |
| 9.  | Baby, It's Cold Outside                | 2:23    |
| 10. | Rudolph, The Red-Nosed Reindeer        | 2:15    |
| 11. | White Christmas                        | 2:28    |
| 12. | It Won't Cool Off                      | 2:27    |